# Charles Asati
Charles Asati (ur. 3 marca 1946 w Kisii w prowincji Nyanza) – kenijski lekkoatleta sprinter, mistrz i wicemistrz olimpijski.
Zdobył srebrny medal w sztafecie 4 × 400 metrów na igrzyskach olimpijskich w 1968 w Meksyku (kenijska sztafeta biegła w składzie: Daniel Rudisha, Munyoro Nyamau, Naftali Bon i Asati). Na tych samych igrzyskach odpadł w eliminacjach biegu na 100 metrów i w ćwierćfinale biegu na 200 metrów.
Zdobył złote medale w biegu na 400 metrów i w sztafecie 4 × 400 metrów oraz brązowy w biegu na 200 metrów na Igrzyskach Brytyjskiej Wspólnoty Narodów w 1970 w Edynburgu. Sztafeta biegła w składzie: Nyamau, Julius Sang, Robert Ouko i Asati.
Na igrzyskach olimpijskich w 1972 w Monachium Asati zajął 4. miejsce w finale biegu na 400 m, za Amerykanami Vince’em Matthewsem i Wayne'em Collettem oraz swym rodakiem Juliusem Sangiem. Ponieważ obaj Amerykanie zostali usunięci z reprezentacji USA za swe zachowanie podczas dekoracji medalami olimpijskimi, sztafeta 4 × 400 m Stanów Zjednoczonych została zdekompletowana i nie mogła wystartować w igrzyskach. To sprawiło, że sztafeta Kenii stała się faworytem. Nie zawiodła i zdobyła złoty medal, jako jedyna osiągając czas poniżej 3 minut (2:59,83). Biegła w składzie: Asati, Nyamau, Ouko i Sang. 
Asati zwyciężył w biegu na 400 m i w sztafecie 4 × 400 m na igrzyskach afrykańskich w 1973 w Lagos oraz na Igrzyskach Brytyjskiej Wspólnoty Narodów w 1974 w Christchurch (sztafeta biegła w składzie: Asati, Francis Musyoki, Bill Koskei i Sang).
Rekordy życiowe Asatiego:
- bieg na 200 metrów – 20,66 s (15 października 1968, Meksyk)
- bieg na 400 metrów – 45,01 s (21 lipca 1970, Edynburg)